# Shinichi Suzuki
Shinichi Suzuki (in giapponese 鈴木 鎮一?, Suzuki Shinichi; Nagoya, 17 ottobre 1898 – Matsumoto, 26 gennaio 1998) è stato un musicista, filosofo e educatore giapponese fondatore del metodo internazionale Suzuki di educazione musicale e sviluppò una filosofia per educare persone di tutte le età e abilità.
Pedagogo influente nell'educazione musicale dei bambini, parlò spesso della capacità di tutti i bambini di imparare bene le cose, soprattutto nell'ambiente giusto, e di sviluppare il cuore e costruire il carattere degli studenti di musica attraverso la loro educazione musicale. Prima del suo tempo, era raro che ai bambini venissero insegnati formalmente strumenti classici fin dalla tenera età e ancora più raro che fossero accettati da un insegnante di musica senza un'audizione o un esame di ammissione. Non solo si sforzò di insegnare ai bambini il violino dalla prima infanzia, ma la sua scuola di Matsumoto non esaminava i candidati per le loro abilità al momento dell'ingresso. Suzuki si occupò della prima formazione di alcuni dei primi violinisti giapponesi ad essere nominati con successo in importanti organizzazioni di musica classica occidentale. Durante la sua vita ricevette diverse lauree honoris causa in musica, tra cui dal New England Conservatory of Music (1956), mentre dal Oberlin College Conservatory of Music fu proclamato un tesoro nazionale vivente del Giappone, e venne proposto per il premio Nobel per la pace.

## Biografia
Nato nel 1898 a Nagoya, in Giappone, uno di dodici figli dei suoi genitori, trascorse la sua infanzia lavorando presso la fabbrica di violini di suo padre (ora Suzuki Violin Co., Ltd.). Un amico di famiglia incoraggiò Suzuki a studiare la cultura occidentale, ma suo padre riteneva che il figlio non fosse nato per essere un artista. Tuttavia, nel 1916 Suzuki iniziò a imparare da autodidatta a suonare il violino, ispirandosi a una registrazione di Mischa Elman. Senza accesso all'istruzione regolare, ascoltava registrazioni e cercava di imitare ciò che sentiva.
Quando Suzuki aveva 26 anni, il suo amico Marquis Tokugawa convinse suo padre a lasciarlo andare in Germania, dove Suzuki affermò di aver studiato con Karl Klingler. Affermò anche di aver trascorso del tempo sotto la tutela di Albert Einstein. In Germania incontrò e sposò Waltraud Prange (1905–2000).
Al ritorno in Giappone, formò un quartetto d'archi con i suoi fratelli e iniziò ad insegnare alla Imperial School of Music e alla Kunitachi Music School di Tokyo, e iniziò a interessarsi allo sviluppo dell'educazione musicale di giovani studenti di violino.
Durante la seconda guerra mondiale la fabbrica di violini di suo padre fu trasformata in una fabbrica per costruire idrovolanti. Fu bombardata da aerei da guerra americani e rimase ucciso uno dei fratelli di Suzuki. Suzuki e sua moglie vennero evacuati in luoghi separati quando le condizioni divennero troppo pericolose per lei come ex cittadina tedesca e la fabbrica stava per chiudere a causa della carenza di legna. Suzuki partì con altri membri della famiglia per una regione montuosa per assicurarsi la legna da una fabbrica di geta, e sua moglie si trasferì in un "villaggio tedesco" dove vennero reclusi tedeschi ed ex tedeschi.
Finita la guerra, Suzuki fu invitato a insegnare in una nuova scuola di musica e accettò a condizione che gli fosse permesso di sviluppare l'insegnamento della musica ai bambini fin dall'infanzia. Adottò e continuò l'educazione musicale di uno dei suoi studenti prebellici, Koji, dopo aver appreso che era rimasto orfano. Suzuki e sua moglie alla fine poterono riunirsi e si trasferirono a Matsumoto, dove lui continuò a insegnare.
È stato mecenate nazionale di Delta Omicron, una confraternita internazionale di musica professionistica.
Shinichi Suzuki è morto nella sua casa di Matsumoto, in Giappone, il 26 gennaio 1998, all'età di 99 anni.

## Controversia
Sono state esaminate molte delle credenziali di Suzuki, come il background educativo e le approvazioni. Ad esempio, sono stati trovati registri scolastici ufficiali che indicano che Suzuki, suonando una sonata di Händel, non era riuscito a superare l'audizione, con Karl Klingler, per accedere al conservatorio.

## Contributi alla pedagogia
Le esperienze di Suzuki Shinichi come principiante adulto e le filosofie che tenne durante la sua vita sono state ricapitolate nelle lezioni che sviluppò per insegnare ai suoi studenti. Le scuole di educazione della prima infanzia hanno combinato le sue filosofie e approcci con pedagoghi come Orff, Kodály, Montessori, Dalcroze e Doman.
"In primo luogo, per mettere le cose in chiaro, questo non è un 'metodo di insegnamento'. Non puoi comprare dieci volumi di libri Suzuki e diventare un 'Insegnante Suzuki'. Il Dr. Suzuki ha sviluppato una filosofia che, se intesa al meglio, può essere una filosofia di vita. Non sta cercando di creare il mondo dei violinisti. Il suo scopo principale è quello di aprire un mondo di bellezza ai bambini piccoli di tutto il mondo, affinché possano godere di un maggiore divertimento nella loro vita attraverso i suoni della musica dati da Dio" (Hermann, 1971).
Suzuki sviluppò le sue idee attraverso una forte convinzione nelle idee di "Talent Education", una filosofia di istruzione che si basava sulla premessa che il talento, musicale o meno, è qualcosa che può essere sviluppato in ogni bambino. Al Festival Nazionale del 1958, Suzuki disse: 
(Shinichi Suzuki (Kendall, 1966))
Suzuki collaborò anche con altri pensatori del suo tempo, come Glenn Doman, fondatore di The Institutes for the Achievement of Human Potential, un'organizzazione che studia lo sviluppo neurologico nei bambini piccoli. Suzuki e Doman erano d'accordo sul presupposto che tutti i bambini piccoli avessero un grande potenziale, e Suzuki ha intervistato Doman per il suo libro Where Love is Deep.
Suzuki ha impiegato le seguenti idee di Talent Education nelle sue scuole di pedagogia musicale:
1. L'essere umano è un prodotto del suo ambiente.
2. Prima è, meglio è, non solo con la musica, ma con tutto l'apprendimento.
3. La ripetizione delle esperienze è importante per l'apprendimento.
4. Insegnanti e genitori (ambiente umano adulto) devono essere di alto livello e continuare a crescere per fornire una migliore situazione di apprendimento per il bambino.
5. Il sistema o metodo deve comprendere illustrazioni per il bambino basate sulla comprensione da parte dell'insegnante di quando, cosa e come (Kendall, 1966).

L'aspetto dell'apprendimento epistemologico, o, come lo chiamava Suzuki, la filosofia della "lingua madre", è quello in cui i bambini apprendono attraverso la propria osservazione del loro ambiente, soprattutto nell'apprendimento della loro prima lingua. Il movimento Suzuki mondiale continua a utilizzare le teorie che lo stesso Suzuki aveva avanzato a metà degli anni 1940 ed è stato continuamente sviluppato fino ad oggi, derivante dal suo incoraggiamento agli altri a continuare a sviluppare e ricercare l'educazione dei bambini per tutta la sua vita.
Ha formato altri insegnanti, che sono tornati nei rispettivi paesi e hanno contribuito a sviluppare il metodo e la filosofia Suzuki a livello internazionale.

## Filosofia Suzuki
Suzuki Talent Education o Metodo Suzuki combina un metodo di insegnamento musicale con una filosofia che abbraccia lo sviluppo totale del bambino. Il principio guida di Suzuki era "prima il carattere, poi l'abilità" e che ogni bambino può imparare.

## Premi e riconoscimenti
- Ordine del Sol Levante, Terza Classe (circa 1970)[10]
- Dottore honoris causa in musica, Conservatorio di musica del New England (1966)[11][12]
- Dottore honoris causa in musica, Università di Louisville (1967)[11]
- Dottore honoris causa in musica, Università di Rochester Eastman School of Music (1972)[11][13]
- Dottore honoris causa in musica, Conservatorio di musica dell'Oberlin College (1984)[11]
- Dottore honoris causa in musica, Cleveland Institute of Music (1990)[14]
- Professore onorario distinto, North East Louisiana University (1982)[11]
- Candidato al Premio Nobel per la pace (1993)[15]

## Opere
Suzuki ha scritto una serie di brevi saggi sul suo metodo e sulla sua vita, molti dei quali sono stati tradotti dal giapponese all'inglese dalla moglie tedesca, Waltraud Suzuki, tra cui
- Nurtured by Love
- Ability Development from Age Zero
- Man and Talent: Search into the Unknown
- Where Love is Deep